# Dolichotetranychus salinas
Dolichotetranychus salinas är en spindeldjursart som beskrevs av Pritchard och Baker 1952. Dolichotetranychus salinas ingår i släktet Dolichotetranychus och familjen Tenuipalpidae. Inga underarter finns listade i Catalogue of Life.